# Radžastanci
Radžastanci (gudž. રાજસ્થાની, engl. Rajasthanis) su autohtoni stanovnici indijske savezne države Rajasthana („Zemlja kraljeva”). Premda pripadaju brojnim pod-etničkim skupinama, cijela rajasthanska zajednica je poznata pod zajedničkim nazivom Marwari (radžastanski: मारवाड़ी, naziv po regiji Marwar u Rajasthanu, koja je dugo bila središnjim područjem Radžputa, višestoljetnih vladara Rajasthana) i kao takva se proširila cijelom južnom Azijom, ali i u inozemstvo; tako da je nepoznat ukupni broj Radžastanaca. Zna se tek da ih ima preko 70.000.000 koji pričaju nekim od radžastanskih jezika.
Radžastanci pripadaju mnogim različitim kastama i društvima s različitim jezicima, običajima, vjerama, umjentosti i dr. Najvažnije društvene skupine su: 
- Radžputi (राजपूत, Rājpūts), vladari Rajasthana koji su svoj identitet izgradili stoljetnom borbom protiv islamske okupacije.
- Gurdžari (गुर्जर, Gurjars) su bili narod sjeverozapadne Indije koji su bili poznati kao pratiharas (zaštitnici) Indije.
- Jati su Radžastanci koji su kasnije uglavnom prešli na islam ili sikizam, a žive istočno od rijeke Ind u Pakistanu i sjevernom Rajasthanu.

Ostale veće plemenske zajednice su:
- Meena, tzv. „kriminalno pleme” iz regije Matsya
- Bhili,  narod iz grupe Adivasi u državama Gujarat, Madhya Pradesh, Chhattisgarh, Maharashtra i Rajasthana

Neki izvori tvrde da Romi potječu iz dijelova Radžastana i Gudžarata. Ideja o indijskom podrijetlu na osnovi jezičnih osobina stara je dvjesta godina. Roma dolazi od oblika ḍōmba ("čovjek koji živi od pjevanja i glazbe"), potvrđeno u klasičnom sanskrtu. Jezikoslovni i genski dokazi pokazuju da Romi potječu s indijskog potkontinenta te da su odselili iz Indije ka sjeverozapadu, pri čemu seoba nije bila prije 11. stoljeća. Sadašnje Narodi koji danas tvrde da imaju neke zajedničke osobine s Romima su narod Dom iz središnje Azije i indijski narod Banjara.

## Vanjske poveznice
- Stanovništvo Rajasthana  Arhivirana inačica izvorne stranice od 7. veljače 2008. (Wayback Machine) na službenim stranicama Rajasthana